# Pieter Albert Vincent van Harinxma thoe Slooten
 (avril 2011).
Si vous disposez d'ouvrages ou d'articles de référence ou si vous connaissez des sites web de qualité traitant du thème abordé ici, merci de compléter l'article en donnant les références utiles à sa vérifiabilité et en les liant à la section « Notes et références ».
Pieter Albert Vincent baron van Harinxma thoe Slooten, né à Beetsterzwaag le 22 octobre 1870 et mort à Beetsterzwaag le 5 août 1945 était un homme politique néerlandais et commissaire de la Reine de la province de la Frise. Il appartenait à la noblesse frisonne.
Van Harinxma a fait son droit à Leyde, où il a été promu docteur en 1894. Avant d'être haut fonctionnaire au ministère de la Justice, il a été avocat dans un cabinet à Leeuwarden. En 1909, il a succédé à son père, Binnert van Harinxma thoe Slooten, comme commissaire de la Reine de la Frise, dont il était originaire. Il a été commissaire de la Reine jusqu'à sa mort, en 1945.
Baron Van Harinxma a joué un rôle très important dans le développement de sa province. Il a notamment été un moteur du développement de la gestion des eaux et de la navigation fluviale de la Frise. Après sa mort, pour commémorer son importance, un des principaux canaux frisons a été baptisé d'après lui : le Canal Van Harinxma (Van Harinxmakanaal).